# شورک ملکی
شورک ملکی، روستایی از توابع بخش رضویه شهرستان مشهد در استان خراسان رضوی ایران است.
اکثریت ساکنان این روستا اهل تسنن هستند

## جمعیت
این روستا در دهستان پایین ولایت قرار دارد و براساس سرشماری مرکز آمار ایران در سال ۱۳۸۵، جمعیت آن ۹۵۵ نفر (۲۱۹خانوار) بوده‌است.